# Dřenice (Cheb)

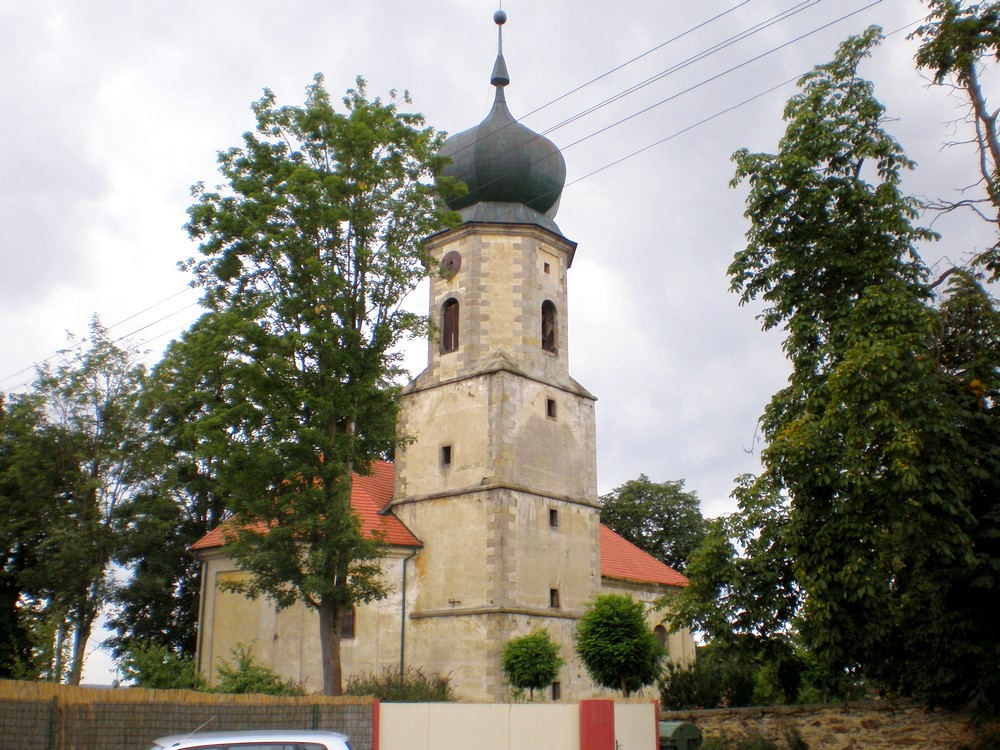
Kirche des hl. Ulrich

Dřenice (deutsch Treunitz) ist ein Ortsteil der Stadt Cheb in Tschechien.

## Geographie

### Geographische Lage
Dřenice liegt am Nordufer des Stausees Jesenice. Es liegt sechs Kilometer östlich der Innenstadt und viereinhalb südlich von Potočiště. Auch im Osten der Siedlung erstreckt sich der See Jesenice.

### Ortsgliederung
Der Ortsteil  Dřenice gliedert sich in die Grundsiedlungseinheiten Dřenice und Jesenická přehrada. Er bildet den Katastralbezirk Dřenice u Chebu. Insgesamt besteht Dřenice aus 416 Häusern.

## Einwohnerentwicklung
| Jahr | Einwohnerzahl |
| ---- | ------------- |
| 1869 | 263           |
| 1880 | 257           |
| 1890 | 251           |
| 1900 | 221           |
| 1910 | 202           |

| Jahr | Einwohnerzahl |
| ---- | ------------- |
| 1921 | 196           |
| 1930 | 217           |
| 1950 | 77            |
| 1961 | 12            |
| 1970 | 6             |

| Jahr | Einwohnerzahl |
| ---- | ------------- |
| 1980 | 1             |
| 1991 | 13            |
| 2001 | 15            |
| 2011 | 33            |

## Kultur und Sehenswürdigkeiten
- Die Kirche des heiligen Ulrich wurde im 12. Jahrhundert angelegt und im 16. Jahrhundert barock umgebaut.